# Guido Sola Titetto
Guido Sola Titetto (Mezzana Mortigliengo, 7 dicembre 1903 – Roma, 6 luglio 1957) è stato un partigiano e politico italiano.

## Biografia
Nato a Mezzana Mortigliengo nel 1903, iniziò a lavorare come operaio tessile in giovane età e prese parte alle lotte sindacali della Federazione Giovanile Socialista Italiana. Si iscrisse al Partito Comunista d'Italia sin dalla sua fondazione e promosse l'ideologia comunista a Biella quale dirigente della Federazione giovanile comunista biellese. Nel 1926 organizzò a Mezzana il III Congresso nazionale della Federazione Giovanile Comunista Italiana.
Perseguitato dalla dittatura fascista per le sue idee politiche, fu costretto a lasciare Biella, ma venne subito individuato e arrestato a Napoli il 5 luglio 1927. Il processo si svolse l'11 agosto di quell'anno e Sola Titetto, imputato insieme a altri nove compagni militanti della Valle Strona, fu condannato a ventitré anni di reclusione. Dopo undici anni, il 18 dicembre 1938 gli fu concessa la libertà a causa delle peggiorate condizioni di salute e Sola Titetto rientrò a Mezzana Mortigliengo, dove riprese la sua attività clandestina riorganizzando la federazione comunista biellese.
Negli anni della Resistenza prese parte alle lotte partigiane con il nome di "Tito" e venne nominato segretario del PCI di Vercelli nel marzo 1944. Dopo la Liberazione fu nominato sindaco di Vercelli dal Comitato di liberazione nazionale, primo sindaco dalla fine della dittatura, reggendo le sorti dell'amministrazione comunale fino alle prime elezioni democratiche del 1946.
Ritornato a Biella nell'autunno 1946, fu segretario della Federazione comunista biellese. Il 24 dicembre 1946 sposò Elda Cavigiolo, dattilografa e partigiana, con la quale ebbe una figlia, Franca. Si spense a Roma nel 1957.